# Golf von Triest
Der Golf von Triest, italienisch Golfo di Trieste, slowenisch Tržaški zaliv, kroatisch Tršćanski zaljev, serbisch Trščanski zaliv ist eine Meeresbucht im nordöstlichsten Teil der Adria. Er ist ein Teil des Golfs von Venedig.

## Geografie und Beschreibung
Die größte Stadt an der Küste der Bucht – Triest – ist zugleich deren Namensgeber. Die Küstenlinie des Golfs von Triest erstreckt sich an der Oberen Adria von der Isonzo-Mündung an der Halbinsel von Grado (Italien), über die Orte Triest, Koper, Izola und Piran (Slowenien) bis nach Punta Salvore (Savudrija, Kroatien) auf der Halbinsel Istrien. Im Wasser bildet eine imaginäre Linie zwischen Punta Tagliamento an der italienischen Küste und Salvore die südliche Grenze des Golfs. Die Gesamtlänge der Küstenlinie wird mit 46,6 Kilometern angegeben.
Die Gesamtoberfläche des Golfs von Triest beträgt etwa 550 Quadratkilometer, die durchschnittliche Tiefe liegt bei 18,7 Metern. In der Nähe von Piran befindet sich die tiefste Stelle mit 37 Meter. Seine Buchten (Bucht oder Golf, italienisch Golfo oder Baia, slowenisch zaliv) sind der Golfo di Panzano (mit dem Foce del Timavo und dem kleinen Golfo di Sistiana), der Bucht von Triest (im eigentlichen Sinne), die Baia di Muggia, die kleine Baia di San Bartolomeo, der Kopriski Zaliv sowie der Piranski Zaliv.
Den Küsten vorgelagert sind das Feuchtgebiet der Foce dell’Isonzo, die Riva Lungo bei Montfalcone, die Steilküste des Karst (Kras, Carso) zwischen Duino und Triest, die Halbinsel Muggia, die Slowenische Riviera (Slovenska obala) mit der Bonifika (das Mündungsgebiet der Rižana zwischen Ankaran und Koper mit den Salzmarschen) sowie die Halbinseln von Piran und Savudrija; letztere zählt zur Istrischen Riviera.
Mit Ausnahme der flachen Inseln, die vor der Laguna di Grado liegen, gibt es keine Inseln im Golf.
Der Meeresstrom im Golf fließt gegen den Uhrzeigersinn. Seine durchschnittliche Geschwindigkeit beträgt 0,8 Knoten. Gezeiten im Golf gehören zu den größten in der Adria, überschreiten hier sogar knapp die 1 Meter Tidenhöhe. Der durchschnittliche Salzgehalt beträgt 37 bis 38 Promille, im Sommer liegt er aber unter 35 Promille.